# Peter van Anrooy
Peter van Anrooy   (Zaltbommel, 13 d'octubre de 1879 - la Haia, 31 de desembre de 1954) fou un compositor i director d'orquestra neerlandès de música clàssica.
Van Anrooy va néixer a Zaltbommel a la província de Güeldes, fill de Jozefa Helena Maria Pool i de Peter Gijsbert van Anrooij, apotecari. La família aviat es va traslladar a Utrecht, on van Anrooy va aprendre piano, violí i composició en una escola de música (1890-1899). Després durant dos anys va estudiar direcció a Dresden i Moscou. A Moscou també va rebre lliçons de contrapunt de Serguei Tanéiev. Després d'acabar els estudis, van Anrooy tocava violí amb orquestres a Glasgow i Zuric i el 1905 va tornar als Països Baixos, on cap al 1905 va assumir llocs de director d'orquestra amb l'Orquestra de Groningen i director d'una escola de música. A Groningen va obtenir un títol de doctorat honorari el 1914.
Van Anrooy va continuar dirigint amb diverses orquestres neerlandeses fins al 1940. Mentre que ea l'inici es va centrar sobretot en clàssics com Bach, Mozart, Beethoven, Debussy, Ravel, Mahler i Strauss, després va posar més atenció als compositors neerlandesos moderns. També va compondre ell mateix, començant per una peça de piano Mars voor piano vierhandig (Marxa per piano a quatre mans) el 1891 i acabant amb variacions en melodies neerlandeses el 1937. La seva composició més coneguda és Piet Hein Rhapsodie voor symfonieorkest, que es va basar en la cançó neerlandesa De Zilvervloot (flota del tresor espanyol) de J.J. Viotta en J.P. Heije. Després de la Segona Guerra Mundial, entre 1947 i 1954 va emetre un programa setmanal de ràdio educativa a AVRO (Associació General de Radiodifusió) sobre la comprensió de la música clàssica.
Van Anrooy tenia un fort caràcter i estava actiu políticament. El 1933 va signar el manifest «Bruinboek van de Hitler-terreur en de Rijksdagbrand» (traduït: «Llibre marró del terror de Hilter i el foc del Reichstag») i el 1937 es va negar a dirigir la cançó nazi Horst-Wessel-Lied al matrimoni del príncep Bernat de Lippe-Biesterfeld i Juliana dels Països Baixos. Com a resultat, la seva música va ser prohibida durant la guerra. El 29 de novembre de 1906 van Anrooy es va casar amb Frederique Johanna Adolphina de l'Espinasse; van tenir dues filles.